# Harry Potter og Fønixordenen (film)
|  | Denne artikel omhandler filmen. For romanen, se Harry Potter og Fønixordenen |
| Portal | Portal:Harry Potter |

Harry Potter og Fønixordenen (originaltitel: Harry Potter and the Order of the Phoenix) er en film fra 2007 instrueret af David Yates og skrevet af Michael Goldenberg. Den er baseret på J.K. Rowlings roman fra 2003 af samme navn og den femte film i Harry Potter filmserien. Filmen havde dansk premiere i biograferne den 13. juli 2007. 
Historien følger Harry Potter, der venter ved Ligustervænget nummer 4. Han kommer snart til at møde Fønixordenen. Han tager med Hogwarts-ekspressen og ankommer til Hogwarts. Der er kommet en ny lærer, Dolora Nidkær, i Forsvar Mod Mørkets Kræfter. Hun gør alt for at forhindre at eleverne lærer forsvarsbesværgelser. Ministeren for Magi Cornelius Fudge er nemlig bange for, at Dumbledore danner sin egen private hær.

## Handling
Sommerferien
I sommerferien er han sædvanligt hos sin onkel og tante, men en dag mobber Dudley og hans slæng Harry, hvor han så trækker sin tryllestav. Herefter bliver det regnvejr, og Dudley og Harry løber ind under en jernbanebro for at komme i tørvejr. Pludseligt bliver det tåget og koldt, fordi 2 Dementorer angriber dem. Harry bruger Patronus-besværgelsen og jager dem væk. Dudley er for svag til selv at gå, så Harry slæber ham hjem. Da de er kommet lidt væk, kommer Harrys barnepige fru Figg og siger, at han endelig ikke må gemme staven væk. På vejen tilbage til nummer 4 fortæller hun, at Dumbledore bad hende passe Harry, men hun vil ikke give yderligere information. Hun sender dem ind i huset og beder Harry blive der. Kort efter modtager Harry et talende brev fra ministeriets Mafalda Hopkirk, hvori det bliver sagt, at han kl. 18:23 udførte Patronus-besværgelsen i nærvær af en Muggler, og at han derfor er bortvist fra Hogwarts. Chokeret fortæller han familien Dursley om Dementorer og Azkaban. En aften, hvor Harry ligger i sin seng og sover, drømmer han om den aften, Cedric blev dræbt. Dette skete i slutningen af Harry Potter og Flammernes Pokal, hvor den onde Lord Voldemort vendte tilbage. Der er dog ikke særligt mange der tror på, at han rent faktisk er kommet tilbage, og slet ikke Ministeriet for Magi. Derfor prøver de at få Harry smidt ud fra Hogwarts, som man får at vide af skråleren.
Om/i Fønixordenen
Bogens titel refererer til en hemmelig organisation, ledet af Albus Dumbledore, der alene forsøger at tage kampen op mod Lord Voldemort.
Grumsted Plads Nr. 12 / Black Familiens hus / FønixOrdenen
Samme nat vågner han da han opdager den rigtige 'Alastor Skrækøje Dunder' fra Flammernes Pokal og en heks ved navn Nymphadora Tonks og en troldmand ved navn Kingo Sjækelbolt og to andre troldmænd. Kingo siger at Dumbledore har overtalt ministeren til at give en hørring. De stiger på kostene og flyver af sted mod et sted der kaldes Grumsted Plads Nr. 12 hvor hans gudfar Sirius Black, hans lærer fra tredje skoleår Remus Lupus, Ginny Weasley og fru Weasley er. Han går derfor ind og hilser på dem, hvorefter han går op på værelset, hvor han opdager at hans venner Ron, Fred og George Weasley, samt hans veninde Hermione Granger, er der. De veksler håndtryk og så går de bagefter ned i køkkenet og spiser og derefter tilbringer han resten af sommerferien der.
Høringen
Et par dage senere følger Arthur Weasley Harry til sin høring i ministeriet. I Højmagiratsalen, som forhørssalen nu hedder, sidder nogle nye ansigter, et ansigt Harry kender, og et gammelt: Cornelius Fudge forhørsleder, (og eftersom Percy begyndte i Ministeriet sidste år) så er Percy der også ved Ministerens side, Seniorundersekretær Dolora Nidkjær, og Susan Boness tante og som vidne til at forsvare Albus Percival Wolric Brian Dumbledore, og vidne til begivenheden i Little Winging fru Arabella Figg. Harry bliver frigivet efter fru Figgs historie.
Tilbage til Hogwarts
Da høringen er slut, kommer de tilbage på skolen med Hogwarts-Ekspressen, og fra den tager femte-års eleverne med hestevogn fra Hogsmeade til Hogwarts. Der opdager han nogle bevingede heste der trækker vognen.
Da de er ved festmiddagen holder Dumbledore sin tale hvor han afslører den nye lærer i Forsvar mod Mørkets Kræfter, Seniorundersekretæren for Cornelius Fudge, Dolora Nidkjær. Da det sker, sker der samtidig noget nyt. Dolora Nidkjær holder sin egen tale om at forbedre det der kan forbedres, osv.
Timen med den nye lærer
Da de har deres første time i Forsvar mod Mørkets Kræfter, afsløres det at professor Nidkjær vil have de skal læse en bog om Magisk Forsvarsteori, efter det protesterer Harry at Voldemort er vendt tilbage. Dolora Nidkjær giver da Harry en eftersidning.
Jeg må ikke lyve
Fredagen efter da Harry kommer til eftersidningen beder hun ham skrive sætninger: Jeg må ikke lyve osv. Da hun beder ham om at skrive det ned med en Blodpen, udvikler Nidkjær og Harry herefter nært fjendskab til hindanden.
Dumbledores Armé (DA.)
Et par dage efter har Harry sammen med Ron, Hermione og Dumbledore besluttet at danne en hemmelig klub for Harry der foregår på 7. sal i Kom-og-Gå-Rummet, også kendt som: Fornødenhedsrummet. I dette rum øver de Forsvar mod Mørkets Kræfter (hemmeligt), eftersom Nidkjær ikke vil give dem ordentlige lektioner
Dumbledores arrestation
Da Dumbledores Armé en dag øver Patronus-Besværgelsen Expecto Patronum, bliver de afsløret af Filch, Crabbe, Goyle, Malfoy, Nidkjær og en del af Inkvisitions Patruljen. Det bliver også afsløret at eftersom Cho Chang ikke var til DA. mødet den dag, var det hende der havde sladret og hendes bumser havde nu skrevet sladrehank på panden af hende. Bagefter slæber Nidkjær, Inkvisitions Patruljen, Percy Weasley, John Dawlish, Kingo Sjækelbolt, Malfoy, Crabbe, Goyle og Cornelius Fuge Harry med ned på Dumbledores Kontor, hvor Albus Dumbledore og Minerva McGonagall sidder og taler. Da de kommer bragende ind, begynder Nidkjær at plapre om Dumbledores Armé og Harry forsvarer men Dumbledore nægter ham det. Fudge siger så at han skal i Azkaban hvorefter Dumbledore flygter men da hans føniks kommer, slår en hemmelig magi dem alle ud bortset fra McGonagall og Harry og lige inden Dumbledore flygter helt, siger han til Harry, mens Fudge og dem er bevidstløse, at han skal passe på sig selv.
Graup
Mange, mange flere dage efter har de en Quidditch-kamp, men eftersom Nidkjær har konfiskeret Harrys kost (Malfoy hånede Harry og Fred, de slog ham og Nidkjær konfiskerede Weasley-tvillingernes samt Harrys kost), og Hermione aldrig har spillet Quidditch før, tager han og Hermione med Hagrid ud for at se Dumbledores våben da de opdager at det er en kæmpe og Hagrids halv-bror, fortæller han dem at han hedder Graup.
En Weasley-afsked
En aften da alle sidder og laver deres UGL´er (Udmærkelse for Genialitet og Lærevillighed) kommer Fred og George Weasley flyvende ind på deres koste, og med magi hæver alle UGL-svar op i luften, og laver en festlig afsked, samme øjeblik får Harry et syn: Voldemort torturerer Sirius for en Profetis skyld...
Planen
...Harry, Ron, Hermione, Neville, Ginny og Luna ligger derfor en plan, Ron løber hen og siger at Peeves har lavet ballade i en fløj, Luna, Neville og Ginny skal holde elever væk fra gangen hvor Nidkjærs kontor ligger, og Harry og Hermione skal under Usynlighedskappen ind på Nidkjærs kontor, Harry tænder Suse-netværks-ilden, stikker hovedet ind, og råber Grumsted Plads 12. Her prøver han at se om Sirius er der, men får kun fat i Kræ, der siger, at han er taget til Mysterie-Departementet.
Bortførelsen
Harry bliver fanget af Nidkjær, da han prøver at kommer i kontakt med Sirius og Inkvisitions-patruljen fanger Ron, Neville, Luna, Ginny og Hermione, hvorefter Hermione begynder at græde og herefter forklarer alt om Dumbledores våben hvorefter de alle tre, Harry, Hermione og Nidkjær går ud i skoven. Her bliver de mødt af kentaurene, der slæber Nidkjær mere ind i skoven.
Mysterie-Departementet
Efter Nidkjærs bortførelse, flyver de alle 6 på Thestralerne (vogn-trækkerne) til London. De tager til Mysterie-Departementet, hvorefter de ikke finder Sirius men derimod en profeti med Harrys navn på. Af den grund er Dødsgardisterne, samt Lucius Malfoy som førerhund, kommet for at hente profetien. Da de alle nægter og løber sin vej, bliver de på vejen mødt af mærkelige ting. Ron bliver ramt af hjerner der prøver at kvæle ham, i et andet rum er Hermione blevet slået bevidstløs, og i samme rum har Dødsgardisterne kastet en mumle-besværgelse over Neville der nu ikke kan snakke rigtigt men kæmper stadig.
Dødens Sal
Da de når ned til Dødens Sal, er de blevet omringet af Dødsgardisterne, der har fanget Harrys resterende venner. Lucius giver ham et valg mellem hans venners død eller han får profetien. Lucius får den, men da alt bliver sort som blæk, kommer Harrys gudfar Sirius samt andre Fønix-medlemmer og kæmper mod Dødsgardisterne: Alastor, Nymphadora, Kingo og Remus. Harry og Neville flygter, da Neville har fået kastet Tarantallegra-Forhekselsen på sig. Da de når op fra Dødens Sal, kommer Dumbledore, og Neville får ved et uheld sparket til profetien da Harry giver ham den, Dumbledore hjælper Neville af med Forhekselsen og deltager i kampen. Pludselig hører Harry et smerte-hyl og løber ned for at se hvad der sker...
Bellatrix Lestrange
...Da Harry kommer tilbage til Dødens Sa,l kan han kun lige nå at ane et par fødder der siver ind i Den Tomme Buegang. Han kigger sig desperat rundt omkring men kan kun se Dunder, Sjækelbolt, Lupus og Tonks, men ingen Sirius nogen steder. Da han ser Bellatrix Lestrange løbe væk, fatter han sammenhængen men vil ikke indrømme det. Lupus fanger ham, men Lupus forstår det ikke, Sirius gemmer sig bare, man kan bare ikke se ham. Da Lupus slipper ham, løber han efter Bellatrix der allerede er nået op til indgangen til Ministeriet hvor statuerne af en troldmand, en nisse, en husalf og, en heks på en kost står. Harry kaster Doloroso-forbandelsen over Bella, men da Harry kun gør det i hævn og ikke mener det, mærker hun det ikke længe.
Lord Voldemort
Kort efter kommer Voldemort og prøver at dræbe Harry igen, men heller ikke denne gang har han chancen, for kort efter kommer Dumbledore og statuerne sprænges. Statuen af troldmanden går hen i et hjørne med Harry og beskytter ham, da Voldemort har begyndt en kamp mod Dumbledore hvor de kalder hindanden øgenavne. Da kampen er slut og statuen falder livløst til jorden bliver Harry invaderet af Voldemort der fremkalder Harrys minder ved hjælp af Legilimensi, men Harry modstræber og ender endelig med at lære Okklumensi.
Ministeriets fejl
Da Harry har overvundet Voldemort, kommer han ved et uheld til at blive for længe og Cornelius Fugde, Percy Weasley og en del andre fra Ministeriet, som har stået et stykke tid og kigget på, indrømmer endelig at Lord Voldemort – I ved hvem – er tilbage og Dumbledore, der har fået sin rektorstilling tilbage, er genansat. Fudge bliver senere lidt vred på Dumbledore da han bare sådan laver en Transitnøgle til Harry.
Harrys raserianfald
Da Harry, efter turen med Transitnøglen, lander i Dumbledores kontor, er døren blevet låst, så han er fanget på kontoret. Lidt efter kommer Dumbledore, og han taler med Harry hvorefter han bliver mere og mere sur på Dumbledore. Til sidst er han så rasende på Dumbledore, fordi han er så afslappet, at han begynder at smadre Dumbledores ting, men Dumbledore siger blot at han alligevel havde alt for mange ting og sager
Lunas tabte ting
En aften hvor Harry tilfældigt møder Luna, der hænger sedler op, spørger hvad hun laver og hun svarer at der altid er nogle der tager hendes ting hvorefter Harry tilbyder at hjælpe men hun siger at det ikke gør noget. Til sidst siger hun at ting altid kommer tilbage til en, bare ikke på den måde man regner med, og så finder hun sine sko i døren og siger at hun vil ned og have noget budding i Storsalen.
Ekspressen kommer
Nogle dage efter kommer Hogwarts Ekspressen, og alle skal hjem.

## Medvirkende
| Rolle            | Skuespiller      | Danske Stemmer     |
| ---------------- | ---------------- | ------------------ |
| Harry Potter     | Daniel Radcliffe | Philip Hornehøj    |
| Ron Weasley      | Rupert Grint     | Allan Hyde         |
| Hermione Granger | Emma Watson      | Maja Iven Ulstrup  |
| Dolora Nidkjær   | Imelda Staunton  | Pauline Rehné      |
| Lord Voldemort   | Ralph Fiennes    | Søren Spanning     |
| Albus Dumbledore | Michael Gambon   | Nis Bank-Mikkelsen |
| Cornelius Fudge  | Robert Hardy     | John Martinus      |